# František Schejbal
František Schejbal (15. února 1918 Ostřetín – 24. dubna 1943 záliv Solway Firth u Silothu) byl český příslušník Royal Air Force v období druhé světové války.

## Život

### Před druhou světovou válkou
František Schejbal se narodil 15. února 1918 v Ostřetíně na Pardubicku. Vychodil tři ročníky měšťanské školy a vystudoval dvouletou hospodářskou školu. Sloužil v Československé armádě.

### Druhá světová válka
Po německé okupaci opustil František Schejbal 14. února 1940 ilegálně Protektorát Čechy a Morava a přes Slovensko, Maďarsko, Jugoslávii a Střední východ odešel do Francie, kde 28. března téhož roku v Marseille vstoupil do Československé armády v zahraničí. Dne 27. května 1940 byl převelen do její letecké skupiny. Po pádu Francie v červnu 1940 se evakuoval do Spojeného království. Dne 6. srpna 1940 byl přijat do Royal Air Force a po patřičném výcviku byl 5. září téhož roku přičleněn k 312. československé stíhací peruti jako příslušník pozemního personálu. Dne 18. března 1942 byl převelen k náhradnímu tělesu a následně zařazen do výcviku na palubního střelce. Dne 24. dubna 1943 zahynul během cvičného bombardování jako příslušník 6. operačně výcvikové jednotky. Stroj Vickers Wellington Mk.X HE496/32 se z neznámých příčin ve vzduchu vzňal a zřítil se do vod zálivu Solway Firth u města Siloth. Zahynula celá posádka. Tělo Františka Schejbala vyplavilo moře 22. června 1943 u Newfield-Merse. Pohřben byl na hřbitově St. Andrew's ve skotském Dumfries. Dosáhl hodnosti četaře.

## Posmrtná ocenění
- Československý válečný kříž 1939
- František Schejbal byl v roce 1947 in memoriam povýšen do hodnosti štábního rotmistra a v roce 1991 do hodnosti majora